# Unité urbaine de Ligny-en-Barrois
L'unité urbaine de Ligny-en-Barrois est une unité urbaine française centrée sur la commune de Ligny-en-Barrois dans la Meuse, en région Grand Est.

## Données générales
En 2010, selon l'Insee, l'unité urbaine était composée de deux communes.
En 2020, à la suite d'un nouveau zonage, elle est composée de quatre communes, les communes de Nançois-sur-Ornain et Tronville-en-Barrois ayant été ajoutées au périmètre.
En 2022, avec 6 257 habitants, elle représente la 3e unité urbaine intra-départementale du département de la Meuse.
En 2022, sa densité de population s'élève à 98 hab/km2. Par sa superficie, elle ne représente que 1,0 % du territoire départemental mais, par sa population, elle regroupe 3,46 % de la population du département de la Meuse.

## Composition 2020 de l'unité urbaine
Elle est composée des quatre communes suivantes :
| Nom                             | Code Insee | Département | Statut       | Superficie (km2) | Population (dernière pop. légale) | Densité (hab./km2) | Modifier                                    |
| ------------------------------- | ---------- | ----------- | ------------ | ---------------- | --------------------------------- | ------------------ | ------------------------------------------- |
| Ligny-en-Barrois (ville-centre) | 55291      | Meuse       | ville-centre | 32,26            | 3 696 (2022)                      | 115                | modifier les données · modifier les données |
| Nançois-sur-Ornain              | 55372      | Meuse       | banlieue     | 7,98             | 362 (2022)                        | 45                 | modifier les données · modifier les données |
| Tronville-en-Barrois            | 55519      | Meuse       | banlieue     | 12,64            | 1 319 (2022)                      | 104                | modifier les données · modifier les données |
| Velaines                        | 55543      | Meuse       | banlieue     | 10,71            | 880 (2022)                        | 82                 | modifier les données · modifier les données |

## Évolution démographique
| 1968  | 1975  | 1982  | 1990  | 1999  | 2010  | 2015  | 2022  |
| ----- | ----- | ----- | ----- | ----- | ----- | ----- | ----- |
| 9 233 | 9 662 | 9 544 | 9 038 | 8 471 | 7 186 | 6 902 | 6 257 |

#### Données générales
- Unité urbaine
- Aire d'attraction d'une ville
- Liste des unités urbaines de France

#### Données démographiques en rapport avec l'unité urbaine de Ligny-en-Barrois
- Aire d'attraction de Bar-le-Duc
- Arrondissement de Bar-le-Duc

#### Données démographiques en rapport avec la Meuse
- Démographie de la Meuse